# Hoplopleura argentina
Hoplopleura argentina är en insektsart som beskrevs av Werneck 1937. Hoplopleura argentina ingår i släktet Hoplopleura och familjen gnagarlöss. Inga underarter finns listade i Catalogue of Life.